# Pontiac Solstice
Pontiac Solstice (och varianten GXP) är en tvåsitsig sportbil.
Den första modellen introducerades 2006 och sista modellåret var 2009. Den finns i två motoralternativ, en rak 4-cylindrig motor på 2,4 liter och 170 hk. Pontiac Solstice GXP har en två liters turbomatad 4-cylindrig motor på 260 hk och har ett rikligare tillvalspaket.
Solstice är modermodellen som sedan designades om till Saturn Sky (USA+Canada) och Opel GT för den europeiska marknaden.
2009 lanserades den även som coupé med avtagbar takdel(targa).